# Delta dorycus
Delta dorycus är en stekelart som först beskrevs av Maurice Maindron 1882.  Delta dorycus ingår i släktet Delta och familjen Eumenidae. Inga underarter finns listade i Catalogue of Life.